# ダイジナコト
「ダイジナコト」は、日本の音楽グループAAAの27枚目のシングル。2011年2月16日にavex traxから発売された。

## 概要
- 前作「PARADISE/Endless Fighters」から約3ヶ月ぶりの発売となる。
- 小室哲哉楽曲プロデュース第四弾である。クレジットは Produced by masato matsuura & Tetsuya_Komuro である。尚、プロデューサーとしてクレジットされるのは三作連続（25thシングル「負けない心」〜27thシングル「ダイジナコト」）で、28thシングル「No cry No more」からはクレジットから消えている。
- AAAとしては初の初回生産限定盤である。
- 6thオリジナルアルバム『Buzz Communication』と同時発売。表題曲『ダイジナコト』はアルバムにも収録されているが、カップリング曲の『サヨナラの行方』はシングルにのみ収録されている。
- ジャケットCのみ、篠原涼子の代表曲「恋しさと せつなさと 心強さと」のカバーが収録されている。
- メンバー全員にソロパートがある。

## 収録内容

### ジャケットA
CD
1. ダイジナコト [5:25]
（作詞：Tetsuya Komuro・Mitsuhiro Hidaka（ラップ詞）、作曲：Tetsuya Komuro、編曲：Sin）
2. サヨナラの行方 [6:57]
（作詞：Kyasu Morizuki・Mitsuhiro Hidaka（ラップ詞）、作曲：Tetsuya Komuro、編曲：ats-）
3. ダイジナコト（Instrumental）[5:25]
4. サヨナラの行方（Instrumental）[6:53]

DVD
1. ダイジナコト（Music Clip）
2. MUSIC!!!（from 5th Anniversary LIVE）

### ジャケットB
CD
1. ダイジナコト
2. サヨナラの行方
3. ダイジナコト（Instrumental）
4. サヨナラの行方（Instrumental）

DVD
1. ダイジナコト（Music Clip Making）
2. WOW WAR TONIGHT 〜時には起こせよムーヴメント〜（Music Clip Short Version）
3. ハリケーン・リリ, ボストン・マリ（from 5th Anniversary LIVE）

### ジャケットC
1. ダイジナコト (5:25)
2. サヨナラの行方  (6:55)
3. 恋しさと せつなさと 心強さと (4:25)
（作詞：Tetsuya Komuro・Mitsuhiro Hidaka（ラップ詞）、作曲：Tetsuya Komuro、編曲：渡辺徹）
4. ダイジナコト（Instrumental）(5:25)
5. サヨナラの行方（Instrumental）(6:53)

### mu-moショップ限定盤
1. ダイジナコト
2. サヨナラの行方
3. Think about AAA 5th Anniversary〜season 7〜

## タイアップ
| 曲名         | タイアップ                                                                              |
| ------------ | --------------------------------------------------------------------------------------- |
| ダイジナコト | フジテレビ系列「ウチくる!?」2-3月エンディング･テーマ イトーヨーカドー「新生活」CMソング |